# Cidade de Deus (romance)
Cidade de Deus é um romance escrito por Paulo Lins e publicado em 1997 pela Companhia das Letras. Faz um painel das transformações sociais pelas quais passou o conjunto habitacional Cidade de Deus: da pequena criminalidade dos anos 60 à situação de violência generalizada e de domínio do tráfico de drogas da década de 1990. Para redefinir a situação do lugar onde cresceu, Lins usa o termo "neofavela", em oposição à favela antiga, aquela das rodas de samba e da malandragem romântica.
O livro se baseia em fatos reais.  Se divide em três partes respectivamente: A história de inferninho; A história de Pardalzinho; A história de Zé Pequeno. Grande parte do material utilizado para escrevê-lo foi coletado durante os oito anos (entre 1986 e 1993) em que o autor trabalhou como assessor de pesquisas antropológicas para o projeto "Crime e criminalidade nas classes populares" do Rio de Janeiro, onde pôde coletar relatos e fatos do cotidiano do qual também fazia parte no período de plena produção da obra.
Cidade de Deus foi saudado como uma das maiores obras da literatura brasileira contemporânea. Um dos principais críticos do país, Roberto Schwarz observou a capacidade do autor de transpor para a literatura uma situação social deteriorada, aliando em sua narrativa a agilidade da ação cinematográfica e o lirismo da poesia. Segundo Schwarz, "o interesse explosivo do assunto, o tamanho da empresa, a sua dificuldade, o ponto de vista interno e diferente, tudo contribuiu para a aventura artística fora do comum".

## Adaptações
O livro teve, depois, um conjunto de 4 adaptações, para cinema e TV, que podem ser consideradas com um conjunto.
- Cidade de Deus - filme de 2002
- Cidade dos Homens - série de 2002 a 2005
- Cidade dos Homens - filme de 2007
- Cidade de Deus: A Luta Não Para - série de 2024